# Élections cantonales de 1951 dans le Finistère
Les élections cantonales françaises de 1951 ont eu lieu les 7 octobre 1951 et 14 octobre 1951.

## Contexte départemental

### Assemblée départementale sortante
| Parti                                             | Sigle   | Élus |
| ------------------------------------------------- | ------- | ---- |
| Majorité (22 sièges)                              |         |      |
| Centre national des indépendants et paysans       | CNIP    | 9    |
| Mouvement républicain populaire                   | MRP     | 8    |
| Parti républicain, radical et radical-socialiste  | Rad-Soc | 2    |
| Radicaux indépendants                             | Rad.ind | 2    |
| Union démocratique et socialiste de la Résistance | UDSR    | 1    |
| Opposition (21 sièges)                            |         |      |
| Rassemblement pour la France                      | RPF     | 12   |
| Section française de l'Internationale ouvrière    | SFIO    | 5    |
| Parti communiste français                         | PCF     | 4    |
| Président du Conseil général                      |         |      |
| Yves Jaouen (MRP)                                 |         |      |

## Résultats à l’échelle du département

### Résultats en nombre de sièges
| Parti | Sièges mis en jeu | Élus | Évolution |
| ----- | ----------------- | ---- | --------- |
| SFIO  | 4                 | 2    | -2        |
| PCF   | 2                 | 1    | -1        |
| CNIP  | 3                 | 3    | =         |
| RAD   | 4                 | 2    | -2        |
| RPF   | 2                 | 8    | +6        |
| MRP   | 6                 | 5    | -1        |
| UDSR  | 1                 | 1    | =         |

### Assemblée départementale élue
| Parti                                             | Sigle   | Élus |
| ------------------------------------------------- | ------- | ---- |
| Majorité (34 sièges)                              |         |      |
| Rassemblement pour la France                      | RPF     | 18   |
| Centre national des indépendants et paysans       | CNIP    | 8    |
| Mouvement républicain populaire                   | MRP     | 8    |
| Opposition (9 sièges)                             |         |      |
| Parti communiste français                         | PCF     | 3    |
| Section française de l'Internationale ouvrière    | SFIO    | 3    |
| Parti républicain, radical et radical-socialiste  | Rad-Soc | 1    |
| Union démocratique et socialiste de la Résistance | UDSR    | 1    |
| Radicaux indépendants                             | Rad.ind | 1    |
| Président du Conseil général                      |         |      |
| Jean Crouan (RPF)                                 |         |      |

## Élection du Président
Mr Jean Crouan est élu avec les voix du RPF (18), du Centre national des indépendants et paysans (8).
|          | Jean Crouan     | RPF      | 27 | 67,50  |
|          | Yves Bourhis    | Rad-Soc  | 9  | 22,50  |
|          | Alphonse Penven | PCF      | 3  | 7,50   |
|          | Joseph Pinvidic | RPF      | 1  | 2,50   |
|          |                 |          |    |        |
| Inscrits | Inscrits        | Inscrits | 43 | 100,00 |
| Votants  | Votants         | Votants  | 43 | 100,00 |
| Exprimés | Exprimés        | Exprimés | 40 | 93,02  |

*sortant

## Résultats par canton

### Canton de Brest-1
| Candidats | Candidats              | Étiquette | Premier tour | Premier tour | Second tour | Second tour |
| Candidats | Candidats              | Étiquette | Voix         | %            | Voix        | %           |
| --------- | ---------------------- | --------- | ------------ | ------------ | ----------- | ----------- |
|           | Marie-Corentine Piriou | RPF       | 1 105        | 25,73        | 1 455       | 30,22       |
|           | Emmanuel Fouyet *      | MRP       | 1 084        | 25,24        | 1 180       | 24,51       |
|           | Charles Cadiou         | PCF       | 968          | 22,54        | 1 209       | 25,11       |
|           | Guillaume Messager     | SFIO      | 889          | 20,70        | 971         | 20,17       |
|           | Guillaume Leyer        | PSU       | 2462         | 5,78         |             |             |
|           |                        |           |              |              |             |             |
| Inscrits  | Inscrits               | Inscrits  | 9 324        | 100,00       | 9 320       | 100,00      |
| Votants   | Votants                | Votants   | 4 318        | 46,31        | 4 848       | 52,02       |
| Exprimés  | Exprimés               | Exprimés  | 4 294        | 99,44        | 4 815       | 99,32       |

*sortant

### Canton de Briec
Yves Le Page (MRP), ne se représente pas. 
| Candidats | Candidats      | Étiquette | Premier tour | Premier tour |
| Candidats | Candidats      | Étiquette | Voix         | %            |
| --------- | -------------- | --------- | ------------ | ------------ |
|           | Yves Gouérou   | CNIP      | 2 480        | 60,09        |
|           | Croissant      | Rad-Soc   | 1 106        | 26,80        |
|           | Joseph Rivier  | PCF       | 3 598        | 5,86         |
|           | Maurice Cariou | SFIO      | 179          | 2,92         |
|           |                |           |              |              |
| Inscrits  | Inscrits       | Inscrits  | 5 812        | 100,00       |
| Votants   | Votants        | Votants   | 4 247        | 73,07        |
| Exprimés  | Exprimés       | Exprimés  | 4 124        | 97,10        |

*sortant

### Canton de Châteaulin
Antoine Vourc'h (RPF ex MRP), ne se représente pas. 
| Candidats | Candidats     | Étiquette | Premier tour | Premier tour |
| Candidats | Candidats     | Étiquette | Voix         | %            |
| --------- | ------------- | --------- | ------------ | ------------ |
|           | Jean Crouan   | RPF (*)   | 5 003        | 56,16        |
|           | Hervé Mao     | SFIO      | 2 068        | 23,22        |
|           | Jean Bothorel | PCF       | 1 017        | 11,42        |
|           | Jean Manis    | MRP       | 820          | 9,21         |
|           |               |           |              |              |
| Inscrits  | Inscrits      | Inscrits  | 14 070       | 100,00       |
| Votants   | Votants       | Votants   | 10 459       | 74,34        |
| Exprimés  | Exprimés      | Exprimés  | 10 358       | 99,03        |

*sortant

### Canton de Châteauneuf-du-Faou
| Candidats | Candidats          | Étiquette | Premier tour | Premier tour | Second tour | Second tour |
| Candidats | Candidats          | Étiquette | Voix         | %            | Voix        | %           |
| --------- | ------------------ | --------- | ------------ | ------------ | ----------- | ----------- |
|           | Yves Blanchard *   | PCF       | 2 681        | 34,07        | 3 934       | 44,64       |
|           | Charles Bernard    | RPF       | 2 325        | 29,54        | 4 877       | 55,35       |
|           | Pierre Le Ster     | MRP       | 1 938        | 24,63        |             |             |
|           | Mathieu Le Cloître | SFIO      | 926          | 11,77        |             |             |
|           |                    |           |              |              |             |             |
| Inscrits  | Inscrits           | Inscrits  | 12 891       | 100,00       | 12 891      | 100,00      |
| Votants   | Votants            | Votants   | 7 909        | 61,35        | 8 883       | 68,91       |
| Exprimés  | Exprimés           | Exprimés  | 7 870        | 99,51        | 8 812       | 99,20       |

*sortant

### Canton de Douarnenez
Xavier Trellu (MRP), élu depuis 1945 ne se représente pas.
| Candidats | Candidats                  | Étiquette | Premier tour | Premier tour | Second tour | Second tour |
| Candidats | Candidats                  | Étiquette | Voix         | %            | Voix        | %           |
| --------- | -------------------------- | --------- | ------------ | ------------ | ----------- | ----------- |
|           | Marcel Arnous des Saulsays | MRP (*)   | 4 709        | 40,33        | 7 781       | 62,45       |
|           | Joseph Pencalet            | PCF       | 3 548        | 30,39        | 4 679       | 37,55       |
|           | Hyacinthe Belbéoc'h        | CNIP      | 2 678        | 22,94        |             |             |
|           | Hervé Le Corre             | SFIO      | 740          | 6,34         |             |             |
|           |                            |           |              |              |             |             |
| Inscrits  | Inscrits                   | Inscrits  | 18 951       | 100,00       | 18 952      | 100,00      |
| Votants   | Votants                    | Votants   | 11 748       | 61,99        | 12 650      | 66,75       |
| Exprimés  | Exprimés                   | Exprimés  | 11 675       | 99,38        | 12 480      | 98,66       |

*sortant

### Canton du Faou
| Candidats | Candidats       | Étiquette   | Premier tour | Premier tour | Second tour | Second tour |
| Candidats | Candidats       | Étiquette   | Voix         | %            | Voix        | %           |
| --------- | --------------- | ----------- | ------------ | ------------ | ----------- | ----------- |
|           | Yves Bourhis *  | Rad-Soc-RGR | 1 140        | 28,77        | 1 765       | 44,85       |
|           | Georges Le Bras | MRP         | 832          | 20,99        | 1 467       | 37,28       |
|           | Robert Declercq | Soc.ind     | 831          | 20,97        |             |             |
|           | André Ruelland  | SFIO        | 583          | 14,71        |             |             |
|           | Louis Ménez     | PCF         | 577          | 14,56        | 703         | 17,87       |
|           |                 |             |              |              |             |             |
| Inscrits  | Inscrits        | Inscrits    | 5 764        | 100,00       | 5 764       | 100,00      |
| Votants   | Votants         | Votants     | 3 991        | 69,24        | 3 957       | 68,65       |
| Exprimés  | Exprimés        | Exprimés    | 3 963        | 99,30        | 3 935       | 99,44       |

*sortant

### Canton d'Huelgoat
| Candidats | Candidats         | Étiquette | Premier tour | Premier tour |
| Candidats | Candidats         | Étiquette | Voix         | %            |
| --------- | ----------------- | --------- | ------------ | ------------ |
|           | Alphonse Penven * | PCF       | 2 510        | 57,98        |
|           | Raymond Bizouarn  | SFIO      | 647          | 14,95        |
|           | François Kerhervé | CNIP      | 587          | 13,56        |
|           | Michel Floch      | MRP       | 585          | 13,51        |
|           |                   |           |              |              |
| Inscrits  | Inscrits          | Inscrits  | 7 448        | 100,00       |
| Votants   | Votants           | Votants   | 4 349        | 58,39        |
| Exprimés  | Exprimés          | Exprimés  | 4 329        | 99,54        |

*sortant

### Canton de Landerneau
| Candidats | Candidats            | Étiquette | Premier tour | Premier tour | Second tour | Second tour |
| Candidats | Candidats            | Étiquette | Voix         | %            | Voix        | %           |
| --------- | -------------------- | --------- | ------------ | ------------ | ----------- | ----------- |
|           | Hervé Creff          | MRP       | 4 182        | 33,82        | 6 659       | 54,83       |
|           | Jean-Louis Rolland * | SFIO      | 3 618        | 29,26        | 4 153       | 34,20       |
|           | Jean-Marie Floch     | RPF       | 2 938        | 23,76        |             |             |
|           | Jean-Pierre Autret   | PCF       | 1 626        | 13,14        | 1 334       | 10,99       |
|           |                      |           |              |              |             |             |
| Inscrits  | Inscrits             | Inscrits  | 18 282       | 100,00       | 18 282      | 100,00      |
| Votants   | Votants              | Votants   | 12 440       | 68,05        | 12 268      | 67,10       |
| Exprimés  | Exprimés             | Exprimés  | 12 364       | 99,39        | 12 146      | 99,01       |

*sortant

### Canton de Landivisiau
| Candidats | Candidats         | Étiquette     | Premier tour | Premier tour |
| Candidats | Candidats         | Étiquette     | Voix         | %            |
| --------- | ----------------- | ------------- | ------------ | ------------ |
|           | Joseph Pinvidic * | RPF (ex CNIP) | 3 939        | 63,46        |
|           | Joseph Guivarc'h  | MRP           | 1 273        | 20,51        |
|           | Francis Herry     | Rad-Soc       | 748          | 12,05        |
|           | Louis Paul        | PCF           | 247          | 3,98         |
|           |                   |               |              |              |
| Inscrits  | Inscrits          | Inscrits      | 8 348        | 100,00       |
| Votants   | Votants           | Votants       | 6 242        | 74,77        |
| Exprimés  | Exprimés          | Exprimés      | 6 207        | 99,44        |

*sortant

### Canton de Lesneven
| Candidats | Candidats          | Étiquette | Premier tour | Premier tour |
| Candidats | Candidats          | Étiquette | Voix         | %            |
| --------- | ------------------ | --------- | ------------ | ------------ |
|           | Fernand Le Corre * | CNIP      | 7 101        | 96,17        |
|           | Bernard            | PCF       | 283          | 3,83         |
|           |                    |           |              |              |
| Inscrits  | Inscrits           | Inscrits  | 12 038       | 100,00       |
| Votants   | Votants            | Votants   | 7 714        | 64,08        |
| Exprimés  | Exprimés           | Exprimés  | 7 384        | 95,72        |

*sortant

### Canton de Morlaix
| Candidats | Candidats                | Étiquette    | Premier tour | Premier tour | Second tour | Second tour |
| Candidats | Candidats                | Étiquette    | Voix         | %            | Voix        | %           |
| --------- | ------------------------ | ------------ | ------------ | ------------ | ----------- | ----------- |
|           | Jean Le Duc              | RPF (ex MRP) | 3 654        | 38,35        | 4 978       | 51,79       |
|           | Jules Hippolyte Masson * | SFIO         | 2 477        | 25,99        | 2 513       | 26,14       |
|           | François Tournevache     | PCF          | 2 160        | 22,68        | 2 121       | 22,07       |
|           | Jean Alexandre           | MRP          | 1 237        | 12,98        |             |             |
|           |                          |              |              |              |             |             |
| Inscrits  | Inscrits                 | Inscrits     | 14 444       | 100,00       | 14 444      | 100,00      |
| Votants   | Votants                  | Votants      | 9 595        | 66,43        | 9 673       | 66,97       |
| Exprimés  | Exprimés                 | Exprimés     | 9 529        | 99,31        | 9 612       | 99,37       |

*sortant

### Canton de Plogastel-Saint-Germain
| Candidats | Candidats        | Étiquette | Premier tour | Premier tour | Second tour | Second tour |
| Candidats | Candidats        | Étiquette | Voix         | %            | Voix        | %           |
| --------- | ---------------- | --------- | ------------ | ------------ | ----------- | ----------- |
|           | Joseph Le Coq    | RPF       | 3 386        | 38,48        | 5 621       | 52,60       |
|           | Albert Le Bail * | Rad-Soc   | 2 800        | 27,68        | 5 066       | 47,40       |
|           | Diquélou         | MRP       | 2 120        | 20,96        |             |             |
|           | Quiniou          | PCF       | 1 738        | 17,18        |             |             |
|           |                  |           |              |              |             |             |
| Inscrits  | Inscrits         | Inscrits  | 13 588       | 100,00       | 13 590      | 100,00      |
| Votants   | Votants          | Votants   | 10 195       | 75,03        | 10 784      | 79,35       |
| Exprimés  | Exprimés         | Exprimés  | 10 114       | 99,21        | 10 687      | 99,10       |

*sortant

### Canton de Ploudiry
| Candidats | Candidats        | Étiquette | Premier tour | Premier tour | Second tour | Second tour |
| Candidats | Candidats        | Étiquette | Voix         | %            | Voix        | %           |
| --------- | ---------------- | --------- | ------------ | ------------ | ----------- | ----------- |
|           | Marcel Boucher * | CNIP      | 979          | 39,89        | 1 024       | 41,69       |
|           | Pierre Abéguilé  | Paysan    | 781          | 31,83        | 926         | 37,70       |
|           | Jean-Pierre Cann | SFIO      | 525          | 21,39        | 399         | 16,25       |
|           | Joseph Lejeune   | PCF       | 169          | 6,89         | 107         | 4,36        |
|           |                  |           |              |              |             |             |
| Inscrits  | Inscrits         | Inscrits  | 3 026        | 100,00       |             |             |
| Votants   | Votants          | Votants   | 2 158        | 71,32        |             |             |
| Exprimés  | Exprimés         | Exprimés  | 2 098        | 97,22        |             |             |

*sortant

### Canton de Plouigneau
Armand Prigent (SFIO), élu depuis 1945 ne se représente pas. 
| Candidats | Candidats       | Étiquette | Premier tour | Premier tour | Second tour | Second tour |
| Candidats | Candidats       | Étiquette | Voix         | %            | Voix        | %           |
| --------- | --------------- | --------- | ------------ | ------------ | ----------- | ----------- |
|           | Yves Le Lann    | SFIO (*)  | 1 962        | 45,43        | 2 229       | 48,85       |
|           | Édouard Rolland | CNIP-RPF  | 1 273        | 29,47        | 1 293       | 28,34       |
|           | Yves Creff      | PCF       | 1 084        | 25,10        | 1 041       | 22,81       |
|           |                 |           |              |              |             |             |
| Inscrits  | Inscrits        | Inscrits  | 7 051        | 100,00       | 7 051       | 100,00      |
| Votants   | Votants         | Votants   | 4 366        | 61,92        | 4 591       | 65,11       |
| Exprimés  | Exprimés        | Exprimés  | 4 319        | 98,92        | 4 563       | 99,39       |

*sortant

### Canton de Pont-Aven
| Candidats | Candidats         | Étiquette     | Premier tour | Premier tour | Second tour | Second tour |
| Candidats | Candidats         | Étiquette     | Voix         | %            | Voix        | %           |
| --------- | ----------------- | ------------- | ------------ | ------------ | ----------- | ----------- |
|           | Jacques Cadoret   | RPF           | 2 665        | 41,03        | 3 708       | 52,25       |
|           | Pierre Vautrain * | CNIP (ex MRP) | 1 519        | 23,39        | 1 367       | 19,26       |
|           | Pierre Autret     | PCF           | 1 403        | 21,60        | 2 022       | 28,49       |
|           | René Arburger     | SFIO          | 908          | 13,98        |             |             |
|           |                   |               |              |              |             |             |
| Inscrits  | Inscrits          | Inscrits      | 12 049       | 100,00       | 12 049      | 100,00      |
| Votants   | Votants           | Votants       | 6 603        | 54,80        | 7 209       | 59,83       |
| Exprimés  | Exprimés          | Exprimés      | 6 495        | 98,36        | 7 097       | 98,45       |

*sortant

### Canton d'Ouessant
| Candidats | Candidats         | Étiquette | Premier tour | Premier tour | Second tour | Second tour |
| Candidats | Candidats         | Étiquette | Voix         | %            | Voix        | %           |
| --------- | ----------------- | --------- | ------------ | ------------ | ----------- | ----------- |
|           | Antony Gonin *    | Rad-RGR   | 517          | 47,34        | 498         | 42,86       |
|           | André Colin       | MRP       | 502          | 45,97        | 644         | 55,42       |
|           | Marcel Deniel     | RPF       | 62           | 5,68         | 20          | 1,72        |
|           | Fernand Échardour | PCF       | 11           | 1,01         |             |             |
|           |                   |           |              |              |             |             |
| Inscrits  | Inscrits          | Inscrits  | 1 470        | 100,00       | 1 470       | 100,00      |
| Votants   | Votants           | Votants   | 1 098        | 74,69        | 1 167       | 79,39       |
| Exprimés  | Exprimés          | Exprimés  | 1 092        | 99,45        | 1 162       | 99,57       |

*sortant

### Canton de Quimper
Joseph Danion (MRP) élu depuis 1945, ne se représente pas. 
| Candidats | Candidats          | Étiquette | Premier tour | Premier tour | Second tour | Second tour |
| Candidats | Candidats          | Étiquette | Voix         | %            | Voix        | %           |
| --------- | ------------------ | --------- | ------------ | ------------ | ----------- | ----------- |
|           | Joseph Halléguen   | RPF       | 5 012        | 29,96        | 8 752       | 50,97       |
|           | Jean-Louis Guillou | PCF       | 4 307        | 25,74        | 5 448       | 31,73       |
|           | René Coadou        | MRP (*)   | 4 218        | 25,21        |             |             |
|           | Yves Thépot        | SFIO      | 3 194        | 19,09        |             |             |
|           | Pierre Pouchus     | Rad-Soc   | -            | -            | 1 824       | 10,62       |
|           | René Feunteun      | CNIP      | -            | -            | 1 148       | 6,69        |
|           |                    |           |              |              |             |             |
| Inscrits  | Inscrits           | Inscrits  | 26 688       | 100,00       | 26 692      | 100,00      |
| Votants   | Votants            | Votants   | 16 870       | 63,21        | 17 390      | 65,15       |
| Exprimés  | Exprimés           | Exprimés  | 16 731       | 99,18        | 17 172      | 98,75       |

*sortant

### Canton de Quimperlé
| Candidats | Candidats          | Étiquette | Premier tour | Premier tour | Second tour | Second tour |
| Candidats | Candidats          | Étiquette | Voix         | %            | Voix        | %           |
| --------- | ------------------ | --------- | ------------ | ------------ | ----------- | ----------- |
|           | Alain Le Louédec * | UDSR      | 2 241        | 38,67        | 3 205       | 55,72       |
|           | Joseph Le Roch     | Soc.ind   | 1 045        | 18,03        |             |             |
|           | François Notéris   | RPF       | 1 008        | 17,39        | 1 529       | 26,58       |
|           | Jean-Joseph Plunet | PCF       | 905          | 15,62        | 1 018       | 17,70       |
|           | Marcel Le Gall     | MRP       | 596          | 10,29        |             |             |
|           |                    |           |              |              |             |             |
| Inscrits  | Inscrits           | Inscrits  | 10 506       | 100,00       | 10 506      | 100,00      |
| Votants   | Votants            | Votants   | 5 839        | 55,58        | 5 858       | 55,76       |
| Exprimés  | Exprimés           | Exprimés  | 5 795        | 99,25        | 5 752       | 98,19       |

*sortant

### Canton de Saint-Renan
| Candidats | Candidats         | Étiquette | Premier tour | Premier tour |
| Candidats | Candidats         | Étiquette | Voix         | %            |
| --------- | ----------------- | --------- | ------------ | ------------ |
|           | Paul Lareur *     | MRP       | 4 628        | 60,29        |
|           | Georges Lombard   | Paysan    | 1 015        | 13,23        |
|           | Alain de Bergevin | RI        | 830          | 10,82        |
|           | René Husiaux      | RGR       | 701          | 9,14         |
|           | Charles Madec     | SFIO      | 336          | 4,38         |
|           | Jean Carer        | PCF       | 163          | 2,12         |
|           |                   |           |              |              |
| Inscrits  | Inscrits          | Inscrits  | 10 700       | 100,00       |
| Votants   | Votants           | Votants   | 7 755        | 72,48        |
| Exprimés  | Exprimés          | Exprimés  | 7 673        | 98,94        |

*sortant

### Canton de Scaër
| Candidats | Candidats          | Étiquette | Premier tour | Premier tour |
| Candidats | Candidats          | Étiquette | Voix         | %            |
| --------- | ------------------ | --------- | ------------ | ------------ |
|           | Joseph Croissant * | MRP       | 2 920        | 52,89        |
|           | Pierre Salaün      | PCF       | 1 963        | 35,56        |
|           | François Le Beuz   | SFIO      | 638          | 11,56        |
|           |                    |           |              |              |
| Inscrits  | Inscrits           | Inscrits  | 7 742        | 100,00       |
| Votants   | Votants            | Votants   | 5 566        | 71,89        |
| Exprimés  | Exprimés           | Exprimés  | 5 521        | 99,19        |

*sortant

### Canton de Sizun
François Manac'h (SFIO) a été élu en 1946 lors d'une partielle après le décès de Pierre Mazé (Rad-Soc).
| Candidats | Candidats          | Étiquette | Premier tour | Premier tour |
| Candidats | Candidats          | Étiquette | Voix         | %            |
| --------- | ------------------ | --------- | ------------ | ------------ |
|           | François Manac'h * | SFIO      | 2 121        | 60,24        |
|           | Albert Baron       | CNIP      | 1 359        | 38,60        |
|           | Tanguy             | PCF       | 41           | 1,16         |
|           |                    |           |              |              |
| Inscrits  | Inscrits           | Inscrits  | 4 216        | 100,00       |
| Votants   | Votants            | Votants   | 3 576        | 84,82        |
| Exprimés  | Exprimés           | Exprimés  | 3 521        | 98,46        |

*sortant

### Canton de Taulé
| Candidats | Candidats         | Étiquette | Premier tour | Premier tour | Second tour | Second tour |
| Candidats | Candidats         | Étiquette | Voix         | %            | Voix        | %           |
| --------- | ----------------- | --------- | ------------ | ------------ | ----------- | ----------- |
|           | Jean-Yves Corre * | Rad-Soc   | 1 670        | 36,34        | 2 294       | 51,44       |
|           | François Hyrien   | CNIP      | 1 540        | 33,51        | 1 925       | 43,16       |
|           | Hervé Guillerm    | SFIO      | 1 358        | 29,55        |             |             |
|           | Jean Prouff       | PCF       | 228          | 4,96         | 241         | 5,40        |
|           |                   |           |              |              |             |             |
| Inscrits  | Inscrits          | Inscrits  | 6 744        | 100,00       | 6 743       | 100,00      |
| Votants   | Votants           | Votants   | 4 825        | 71,55        | 4 542       | 67,36       |
| Exprimés  | Exprimés          | Exprimés  | 4 796        | 99,40        | 4 460       | 98,19       |

*sortant